# Plasticiens (Québec)
 (Juillet 2023).
Les Plasticiens sont un groupe de peintres qui ont fondé le mouvement pictural éponyme au Québec.

## Historique
Après une décennie, l'importance et la place prises par le mouvement des Automatistes depuis 1945, cèdent le pas. Au milieu des années 1950, de jeunes peintres ressentent la nécessité de renouer avec des recherches plastiques plus contrôlées et mieux ordonnées. Cette recherche apparaît d'abord dans les œuvres de Fernand Leduc, autrefois fervent participant du mouvement automatiste et disciple de la première heure de son chef de file Paul-Émile Borduas. Leduc constate que les Automatistes sont demeurés, à leur insu, attachés à des conceptions surannées de l'espace pictural, puisqu'ils s'attachent à maintenir la dichotomie entre les objets et le fond. 
Lancé en 1955 par la publication du Manifeste des plasticiens, le nouveau mouvement s'inscrit dans une volonté de rupture afin de proposer et d'explorer les possibilités d'une conception inédite de l'espace pictural. Rédigé par le peintre et critique Rodolphe de Repentigny (alias Jauran) et contresigné par Louis Belzile, Jean-Paul Jérôme et Fernand Toupin, le Manifeste des plasticiens, bien différent du Refus Global en raison de son ton plus mesuré et de ses préoccupations plus exclusivement artistiques, est suivi d'une première exposition du groupe qui se tient en février 1955 à la librairie Tranquille de Montréal.
Le mouvement pousse plusieurs jeunes artistes québécois à suivre les sentiers ouverts par les pionniers de l'art abstrait, notamment le néerlandais Piet Mondrian, afin de proposer un espace pictural sans suggestion de profondeur. En 1956, Guido Molinari, avec ses Noirs et Blancs et Claude Tousignant avec ses Monochromes imposent les propositions plus radicales en introduisant le respect absolu de la surface, l'ambivalence des formes et la notion de série. 
L'influence du mouvement des Plasticiens sur les arts au Québec a été considérable et ne s'épuisera qu'avec l'émergence de la vague post-moderniste des années 1970. Les œuvres de Jean Goguen, Yves Gaucher, Jacques Hurtubise, George E. Russell et même de Louis Comtois, laissent apparaître l'influence des Plasticiens.